# Gyarahalli, Channarayapatna
Gyarahalli là một làng thuộc tehsil Channarayapatna, huyện Hassan, bang Karnataka, Ấn Độ.